# 米科拉伊夫卡 (伊茲梅爾區)
45°37′18″N 29°28′19″E / 45.62167°N 29.47194°E
米科拉伊夫卡（烏克蘭語：Миколаївка）是位於烏克蘭西南部的村莊，由敖德萨州伊茲梅爾區的基利亞市鎮負責管轄。該村始建於1945年，面積0.38平方公里，海拔高度8米，2001年人口89，人口密度每平方公里234.21人。